# Кубяк (Башкортостан)
Кубяк (баш. Көбәк) — село в Буздякском районе Башкортостана, входит в состав Тавларовского сельсовета.

## Население
| 2002 | 2009 | 2010 |
| ---- | ---- | ---- |
| 425  | ↘361 | ↘338 |

## Географическое положение
Расстояние до:
- районного центра (Буздяк): 38 км,
- центра сельсовета (Старотавларово): 0.2 км,
- ближайшей ж/д станции (Буздяк): 34 км.

## Известные уроженцы
- Ишмухаметов, Рауль Ахметгареевич — первый председатель городского совета депутатов трудящихся города Салавата (1954—1963).